# Réduit de Chenay
Le réduit de Chenay est un ouvrage de la ceinture fortifiée de Reims appartenant au système Séré de Rivières. Il est daté de 1880.

## Description
Le réduit de Chenay est érigé sur le massif de Saint-Thierry, plateau culminant à environ 200 m au nord-ouest de Reims. Il appartient à la première génération des forts Séré de Rivières. Il se dresse sur les hauteurs de la commune de Chenay au lieu-dit "Les Pourgeonnettes" (ou "Les Borgeonettes" sur le cadastre), en limite de la commune de Merfy.

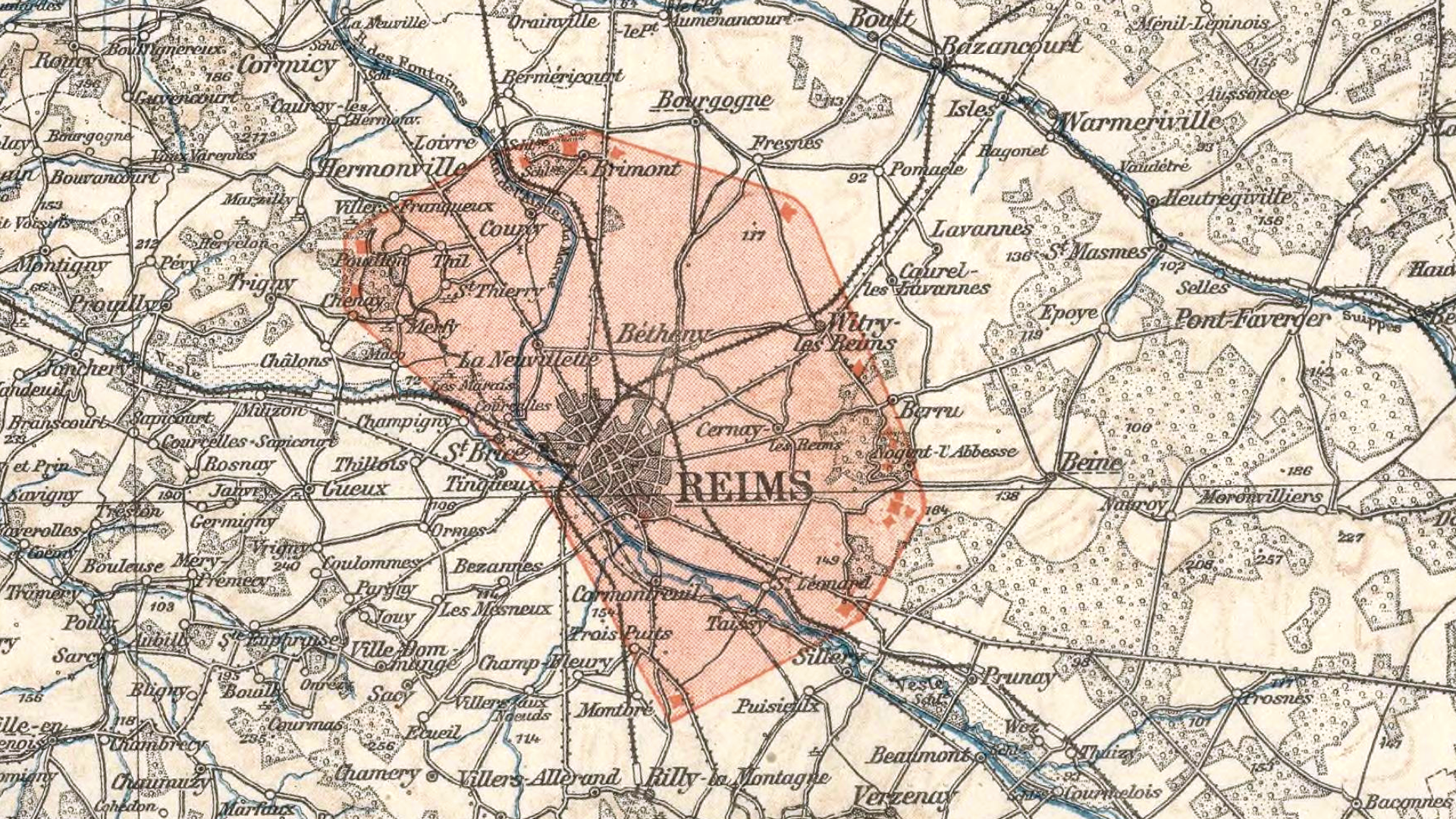
Place de Reims, 1907.

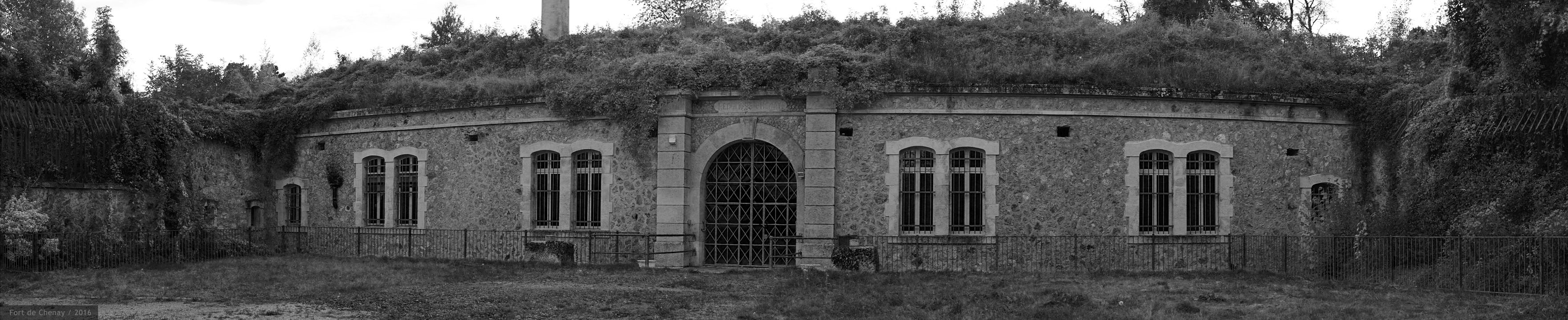
Entrée en 2016.

De taille modeste, c'est une redoute servant à couvrir le flanc sud du fort de Saint-Thierry situé 1 500 m plus au nord sur le même massif. Une batterie devait compléter le dispositif de défense du fort de Saint-Thierry sur le point haut de Villers-Franqueux à 1 000 m au nord du fort, mais elle n'a pas été construite. Le fossé et le front de gorge (parvis) sont à une altitude de 200 m environ. Le toit de terre, soit la partie la plus élevée du fort, monte à 212 m. Le réduit permettait notamment le contrôle de la vallée de la Vesle à l'ouest de Reims et de la ligne de chemin de fer La Ferté-Milon-Reims.
L'édifice est à massif central, de forme pentagonale, entouré d'un fossé ceint d'une haute grille défensive encore majoritairement présente en 2017. Il s'étend sur moins de 3 hectares, son unique façade de casernement mesure 40 m de large sur 9 m de haut. Le rez-de-chaussée comporte six chambrées et le sous-sol compte quatre pièces principales. Un puits d'environ 52 m de profondeur approvisionne le bâtiment en eau potable, secondé par un système de récupération des eaux de pluie. À ce jour le puits est toujours en eau et possède des pièces d'origine. Il alimente depuis les années 2000 des écuries construites à proximité, à l'aide d'une pompe moderne. La redoute ne possède pas de fourneau et son pain était fabriqué au fort de Saint-Thierry.
On entre dans le réduit par un pont escamotable, suspendu au-dessus d'un petit fossé de gorge muré. Le pont a été rendu fixe dans les années 2000 par mesure de sécurité. Une grille défensive composée de barreaux verticaux et obliques pointus et d'une porte pleine à double battant est plantée en face du pont, sur le parvis. Elle était présente jusqu'en 1997 puis démontée car elle menaçait de s'effondrer. Le fossé extérieur est défendu par une caponnière double et une caponnière simple. Le talus de terre de l'escarpe est bordé de près de 600 mètres de grille, la contrescarpe est en terre coulante. Le réduit dispose d'un magasin à poudre de 30 tonnes et de 8 canons en remparts.

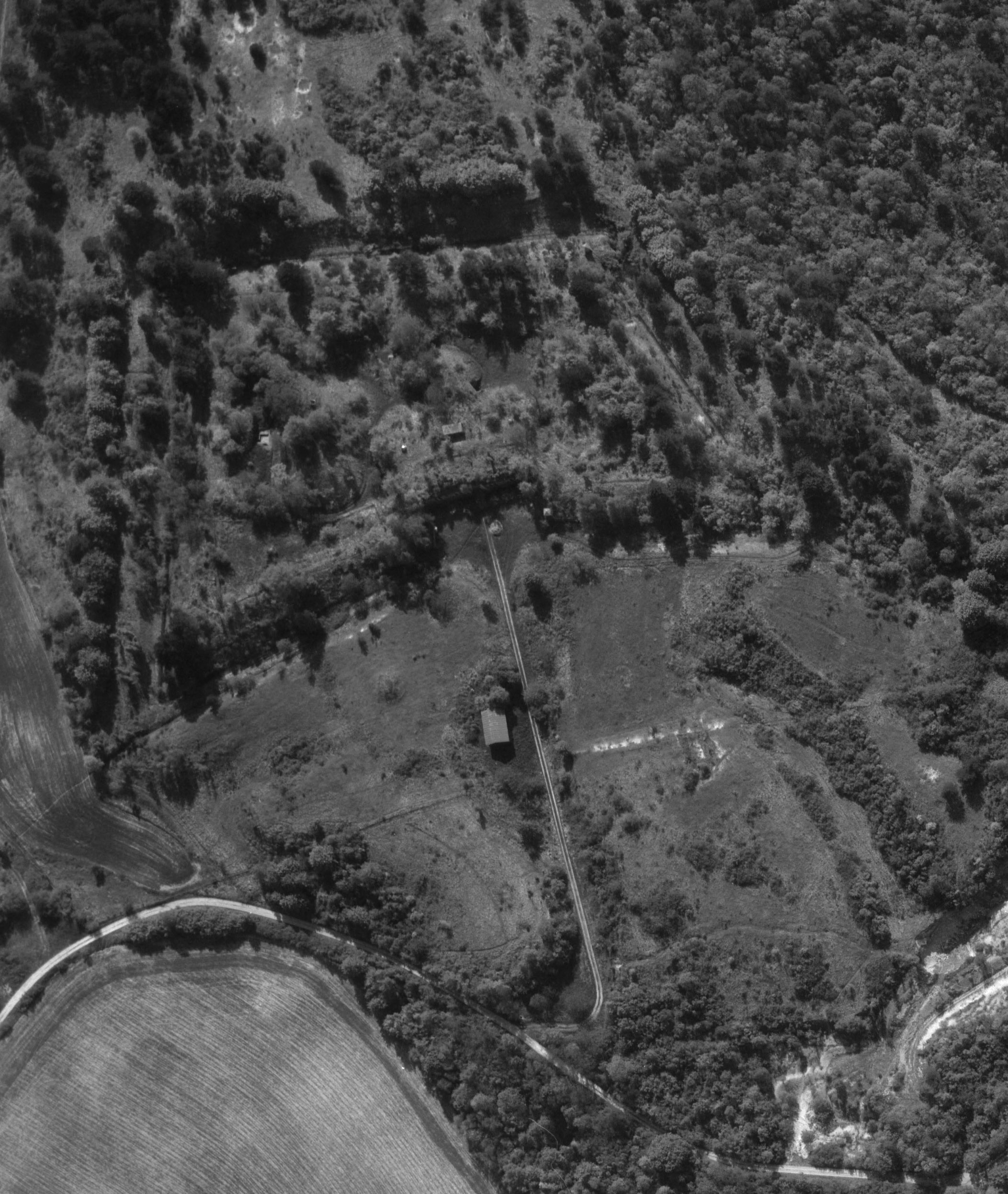
Cliché de 1970.

## Déclassement
Comme tous les forts appartenant à la deuxième ligne de défense du nord-est français, le réduit de Chenay est désaffecté à la suite de la crise de l'obus-torpille. Le pouvoir destructeur de l'obus à mitrailles nouvellement mis au point a rendu caduque la technologie de 1870 et faute de budget, seule une partie des forts Séré de Rivières est modernisée et renforcée par du béton armé, comme les places fortes de Verdun et de Belfort, plus proches des frontières.
Le réduit de Chenay est désarmé en 1913. Le 4 septembre 1914, les troupes allemandes arrivent à Reims et investissent les forts alentour dont le réduit. Le 12 septembre, l'armée française parvient à les déloger de la ville, du fort de la Pompelle et du massif de Saint-Thierry, mais les Allemands résistent dans plus de la moitié des forts de la ceinture. Ils occuperont le fort de Brimont et ses annexes, le fort de Fresne, celui de Witry-lès-Reims, de Nogent-l'Abbesse et la vigie de Berru et ses annexes jusqu'à l'automne 1918.
Le réduit était utilisé par l'armée française pendant la Grande Guerre, comme en témoigne la mise à mort le 11 décembre 1917 sur place de Charles Rastello pour désertions multiples,.
À la suite de la loi du 16 février 1932, tous les ouvrages de la place forte de Reims sont rayés du classement des places de guerre. Ceux jugés inutiles pour d'autres usages de l'armée sont dès lors vendus par l'administration des domaines. L'État se sépare du réduit en 1935 en le vendant à un docteur fismois. Il est réquisitionné pendant quelques mois à la fin de la Seconde Guerre mondiale par l'armée américaine pour servir de prison militaire. Une cinquantaine de collaborateurs de la région y seront enfermés.
Il change de propriétaire en automne 1997, à la suite de quoi un chantier de débroussaillement des extérieurs, de réparation du corps de bâtiment principal et de réaménagements intérieurs (démolition des cloisons d'après-guerre, création d'un logement dans le casernement des officiers, électricité) se met en place. En 1998 des restes d'obus sont découverts sur le glacis du saillant sud. Actuellement, la plupart des traverses-abris et les deux caponnières sont délabrées et certaines voûtes sont très déformées.

## Images

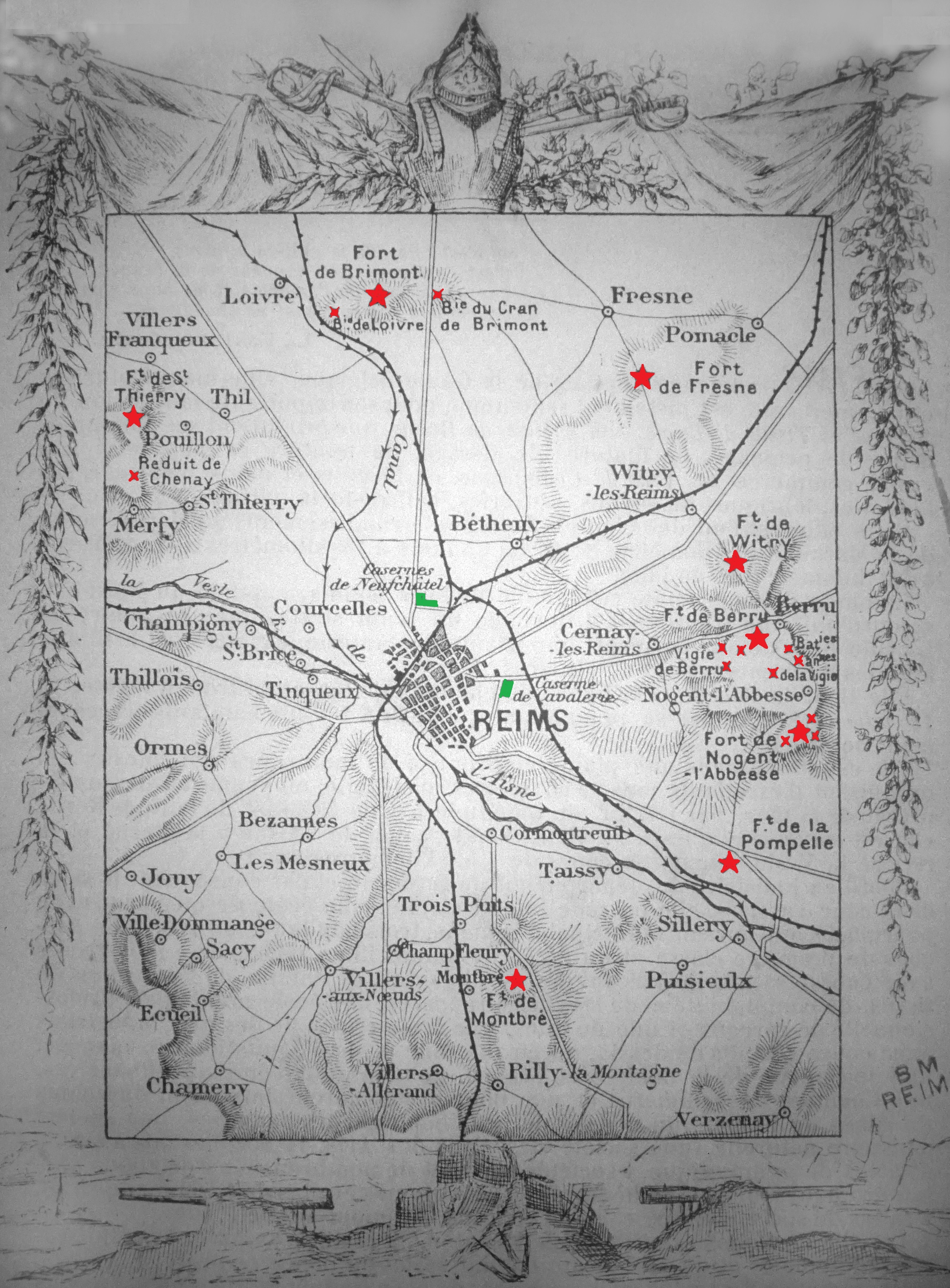
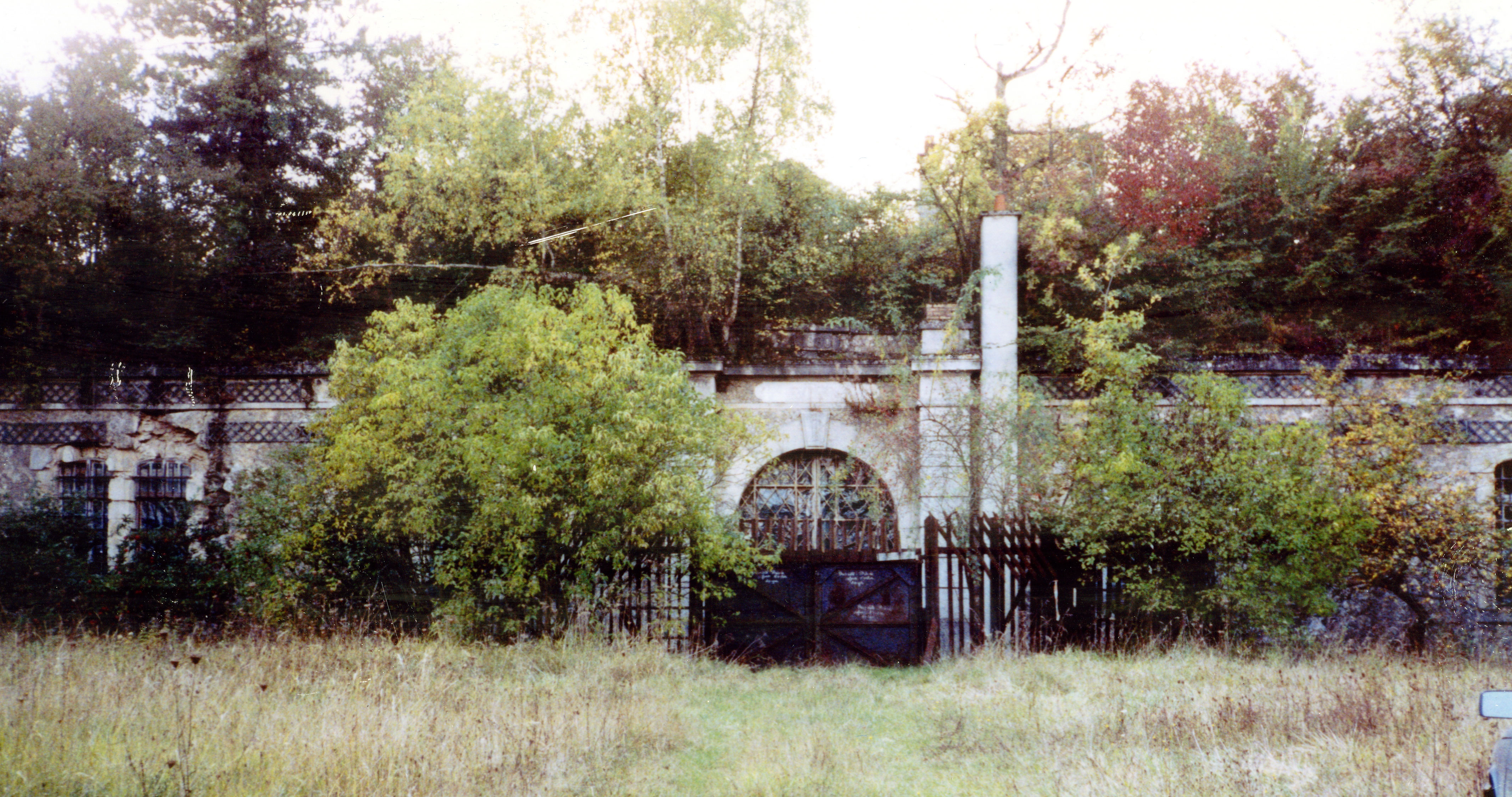
L'entrée en 1997.
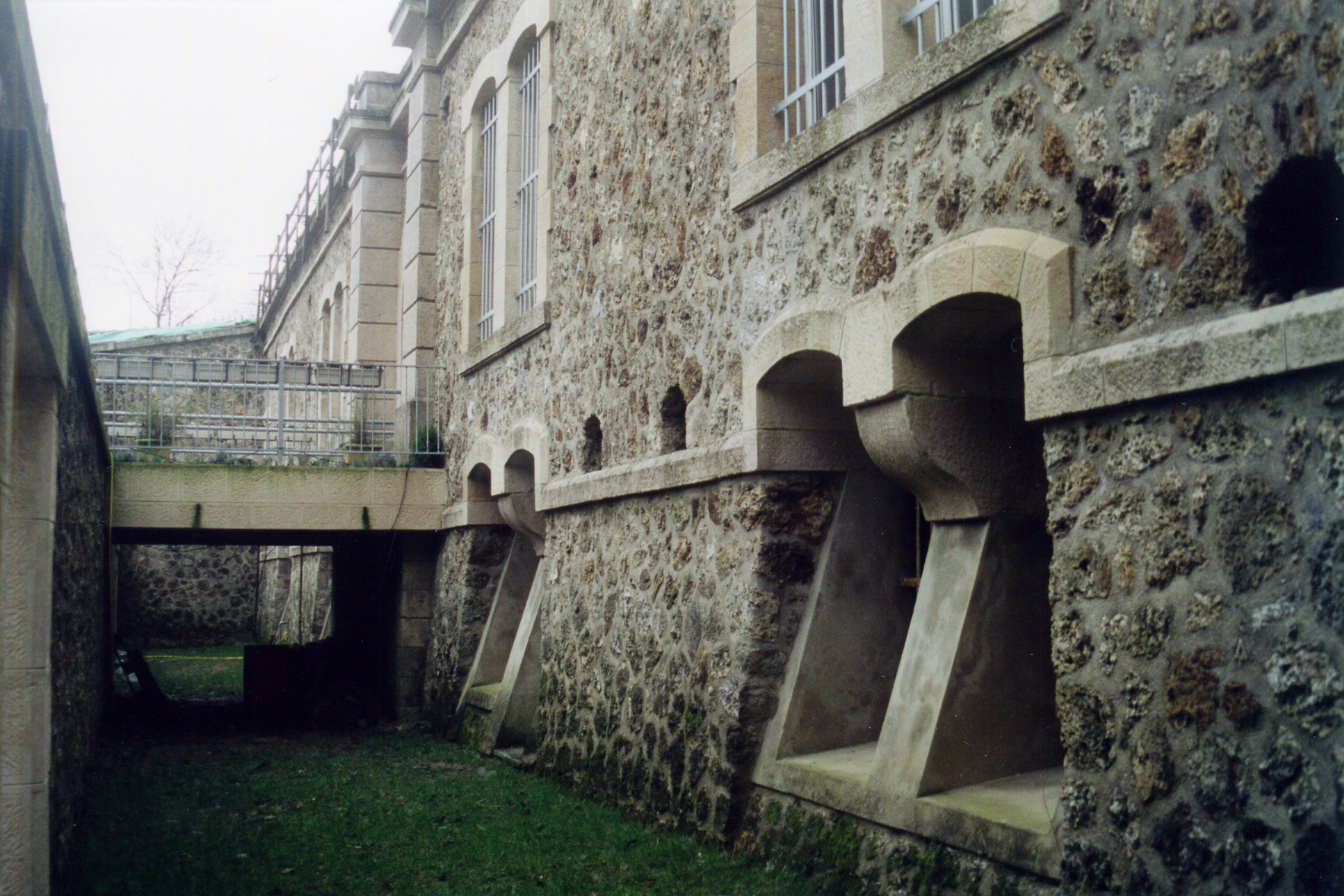
Fossé de gorge.
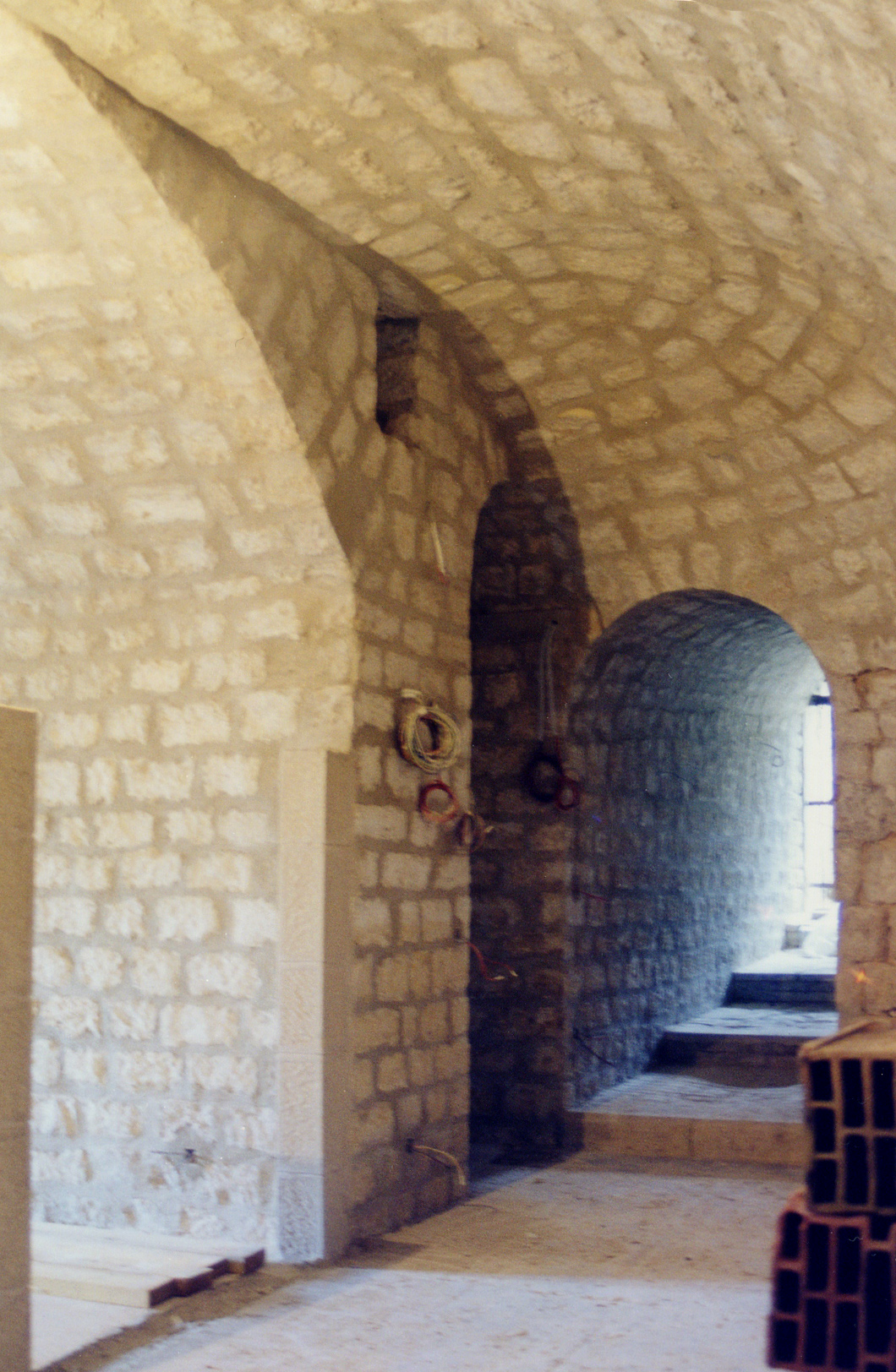
Couloir de caserne.
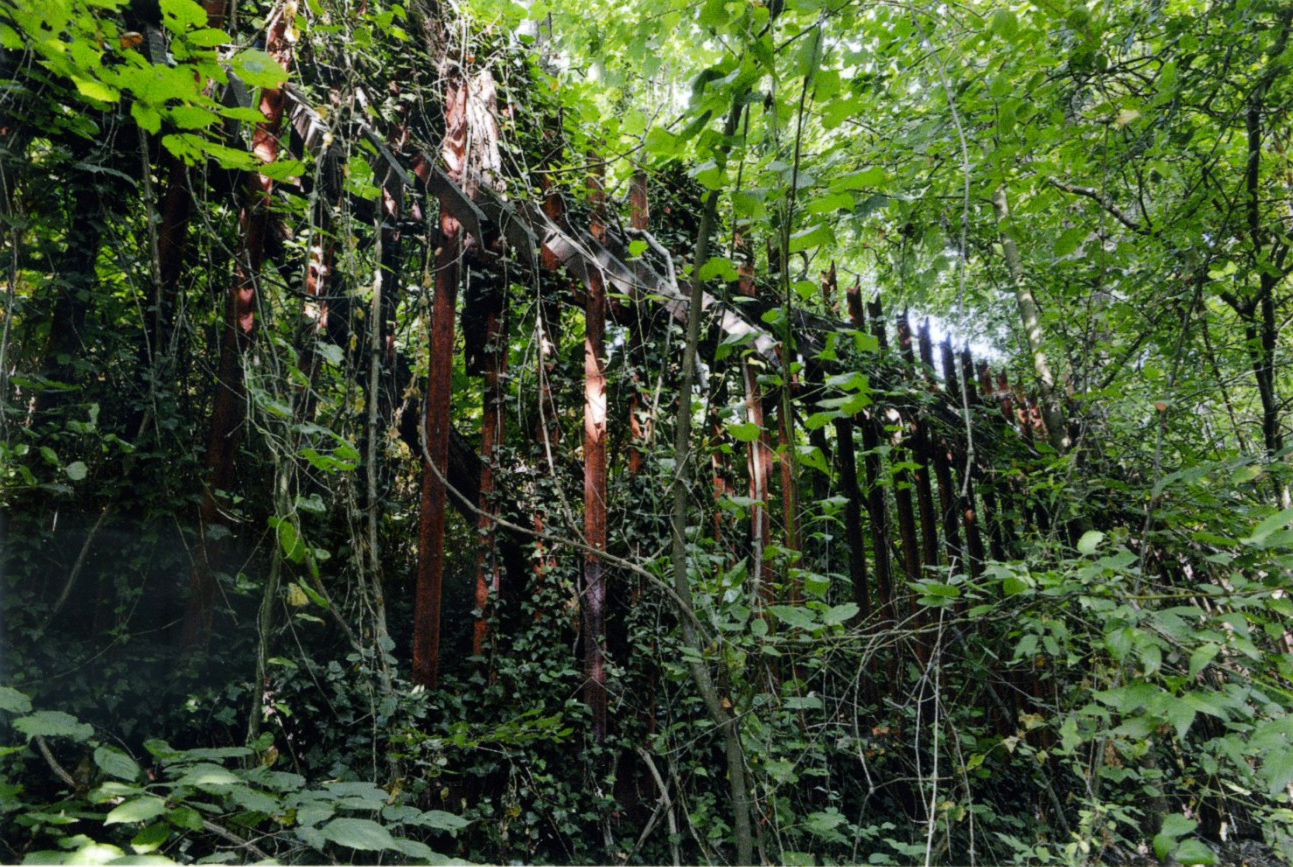
La grille ceinturant la redoute.
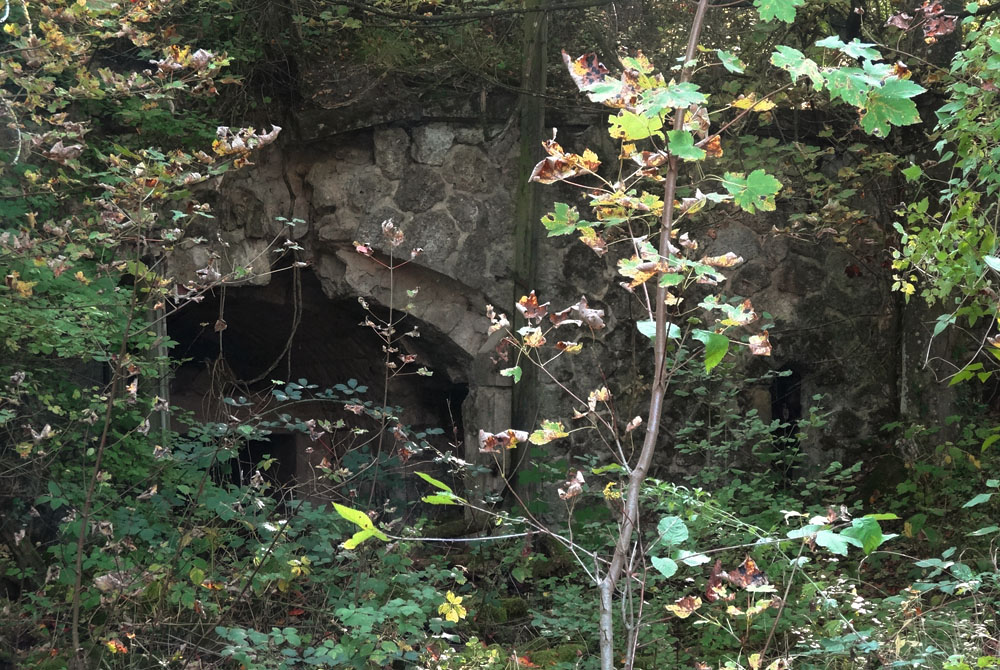
Une traverse-abri.